# 中込駅
中込駅（なかごみえき）は、長野県佐久市中込にある、東日本旅客鉄道（JR東日本）小海線の駅である。
「JTB時刻表」において佐久市の中心駅となっているが、乗車人員数では佐久平駅や岩村田駅のほうが多い。また、小海線統括センター（旧小海線営業所・中込運輸区）が併設されており、小海線の路線管理を行うほか、運用車両のすべてが配置される線内の要衝となる駅である。

## 歴史
- 1915年（大正4年）
  - 8月8日：佐久鉄道小諸駅 - 当駅間の開通と同時に開業[1][3]。旅客・貨物の取り扱いを開始。
  - 12月28日：佐久鉄道 当駅 - 羽黒下間が開通[4]。
- 1934年（昭和9年）9月1日：佐久鉄道を国有化し、鉄道省小海北線（→小海線）に編入[5]。同線の駅となる（一般駅）[6]。
- 1952年（昭和27年）7月：駅舎を改築[7]。
- 1984年（昭和59年）2月1日：貨物の取り扱いを廃止[8]。
- 1987年（昭和62年）4月1日：国鉄分割民営化により、JR東日本の駅となる[8]。
- 1997年（平成9年）9月30日：駅レンタカー営業所の営業を終了[9]。
- 2018年（平成30年）9月29日：びゅうプラザの営業を終了[10]。
- 2019年（令和元年）：駅構内に「ハイレール神社」建立。受験生の合格を祈願するもので、小海線を走る「HIGH RAIL 1375」と「志望校に入れる」の語呂合わせ。以後毎年受験シーズンに限り設置されるようになる[11]。
- 2022年（令和4年）
  - 3月11日：みどりの窓口の営業を終了[2]。
  - 3月12日：話せる指定席券売機を導入[2]。

## 駅構造
単式ホーム1面1線と島式ホーム1面2線、計2面3線のホームを持つ地上駅である。単式ホーム側に駅舎がある。島式ホームへは跨線橋を使って移動する。
直営駅である。小海線統括センター所在駅でもあり、小淵沢駅、佐久平駅、小諸駅を除く小海線内全駅を統括する。また、旧小海線営業所の管轄内であり、全車両・全乗務員を配置している。話せる指定席券売機が設置されている。

### のりば
| 番線 | 路線    | 方向 | 行先                   | 備考     |
| ---- | ------- | ---- | ---------------------- | -------- |
| 1    | ■小海線 | 下り | 佐久平・小諸方面       |          |
| 2    | ■小海線 | 上り | 小海・清里・小淵沢方面 |          |
| 3    | ■小海線 | 下り | 佐久平・小諸方面       | 始発列車 |
| 3    | ■小海線 | 上り | 小海・清里・小淵沢方面 | 始発列車 |

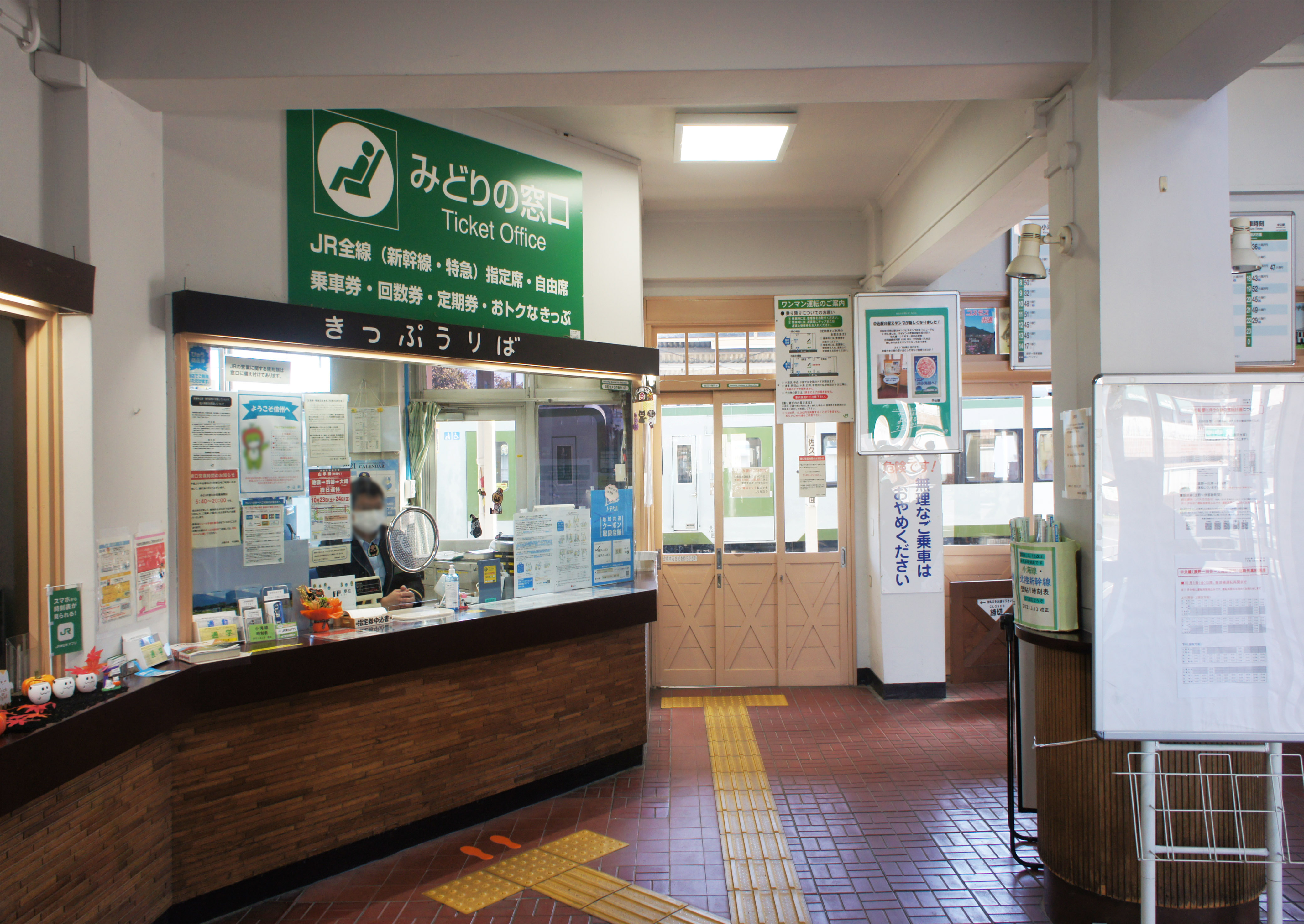
改札口（2021年10月）
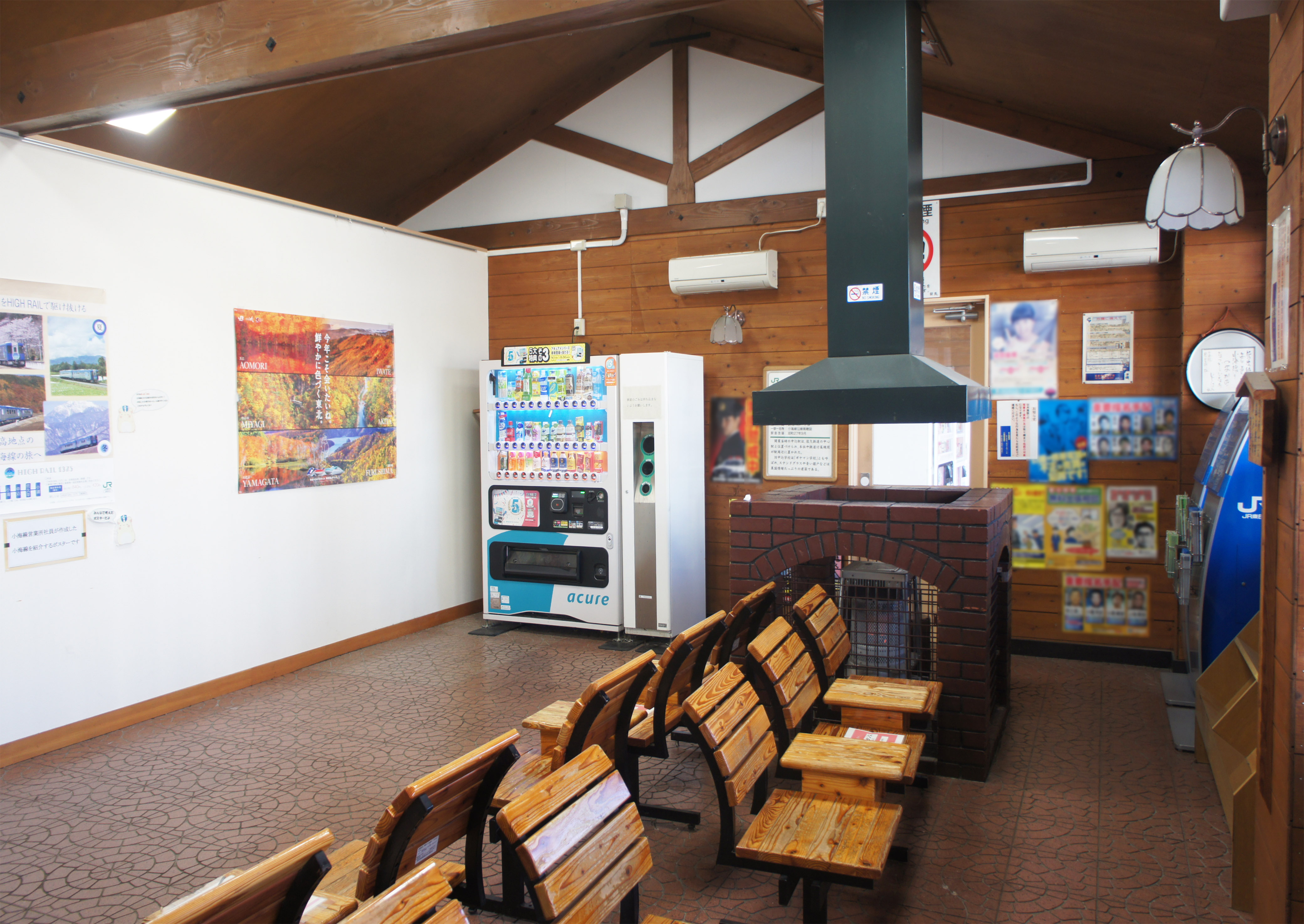
待合室（2021年10月）
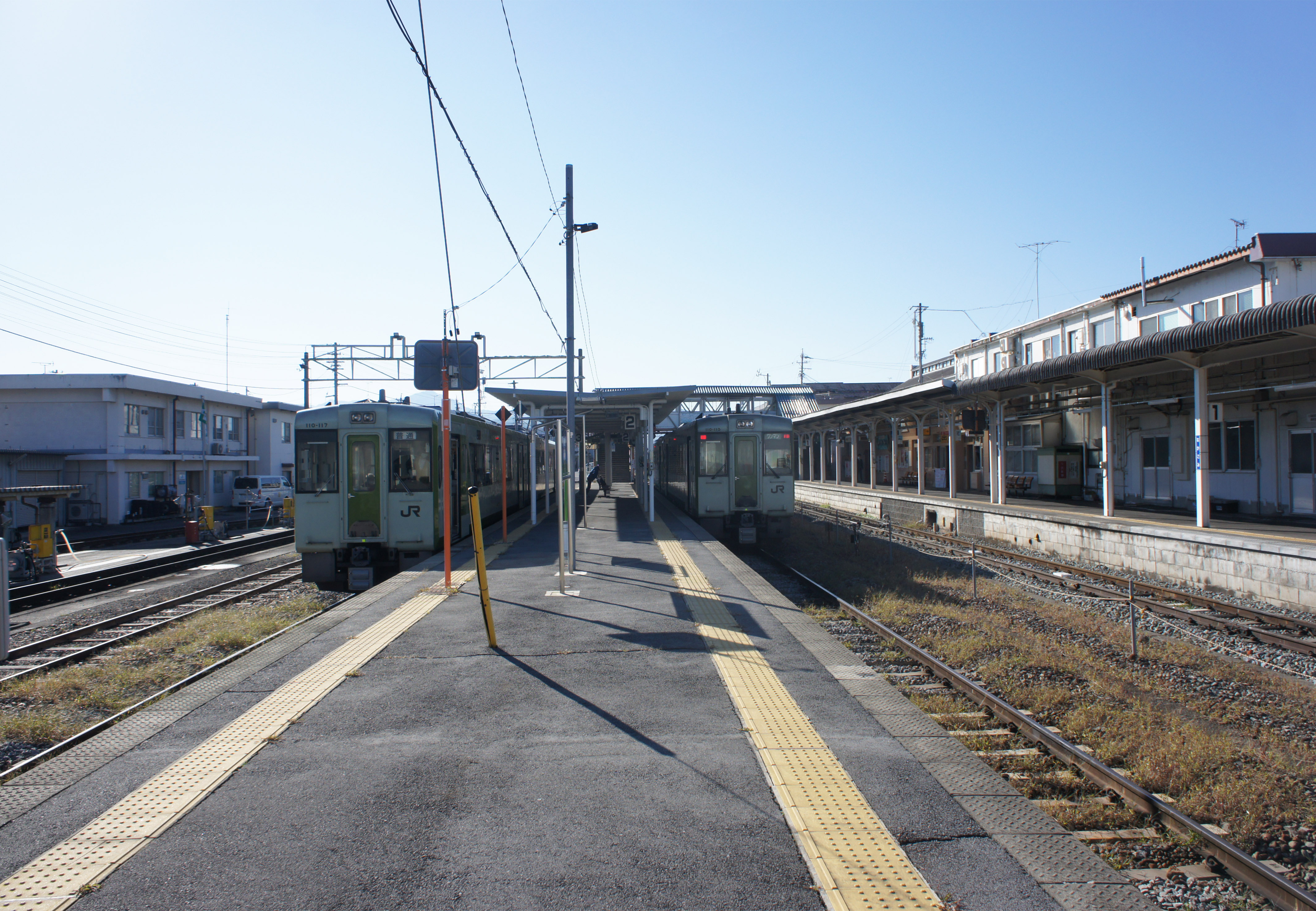
ホーム（2021年10月）

## 利用状況
JR東日本によると、2023年度（令和5年度）の1日平均乗車人員は911人である。
2000年度（平成12年度）以降の推移は以下のとおりである。
| 1日平均乗車人員推移 | 1日平均乗車人員推移 | 1日平均乗車人員推移 | 1日平均乗車人員推移 | 1日平均乗車人員推移    |
| 年度                | 定期外              | 定期                | 合計                | 出典                   |
| ------------------- | ------------------- | ------------------- | ------------------- | ---------------------- |
| 2000年（平成12年）  |                     |                     | 1,321               | [ 利用客数 2 ]         |
| 2001年（平成13年）  |                     |                     | 1,285               | [ 利用客数 3 ]         |
| 2002年（平成14年）  |                     |                     | 1,254               | [ 利用客数 4 ]         |
| 2003年（平成15年）  |                     |                     | 1,245               | [ 利用客数 5 ]         |
| 2004年（平成16年）  |                     |                     | 1,197               | [ 利用客数 6 ]         |
| 2005年（平成17年）  |                     |                     | 1,144               | [ 利用客数 7 ]         |
| 2006年（平成18年）  |                     |                     | 1,078               | [ 利用客数 8 ]         |
| 2007年（平成19年）  |                     |                     | 1,029               | [ 1 ] [ 利用客数 9 ]   |
| 2008年（平成20年）  |                     |                     | 1,027               | [ 1 ] [ 利用客数 10 ]  |
| 2009年（平成21年）  |                     |                     | 1,005               | [ 1 ] [ 利用客数 11 ]  |
| 2010年（平成22年）  |                     |                     | 996                 | [ 13 ] [ 利用客数 12 ] |
| 2011年（平成23年）  |                     |                     | 1,009               | [ 利用客数 13 ]        |
| 2012年（平成24年）  | 234                 | 790                 | 1,025               | [ 利用客数 14 ]        |
| 2013年（平成25年）  | 232                 | 782                 | 1,015               | [ 利用客数 15 ]        |
| 2014年（平成26年）  | 224                 | 763                 | 987                 | [ 利用客数 16 ]        |
| 2015年（平成27年）  | 236                 | 758                 | 995                 | [ 利用客数 17 ]        |
| 2016年（平成28年）  | 230                 | 763                 | 994                 | [ 利用客数 18 ]        |
| 2017年（平成29年）  | 222                 | 793                 | 1,015               | [ 利用客数 19 ]        |
| 2018年（平成30年）  | 229                 | 768                 | 998                 | [ 利用客数 20 ]        |
| 2019年（令和元年）  | 203                 | 750                 | 954                 | [ 利用客数 21 ]        |
| 2020年（令和02年）  | 135                 | 724                 | 860                 | [ 利用客数 22 ]        |
| 2021年（令和03年）  | 143                 | 670                 | 813                 | [ 利用客数 23 ]        |
| 2022年（令和04年）  | 164                 | 727                 | 891                 | [ 利用客数 24 ]        |
| 2023年（令和05年）  | 177                 | 733                 | 911                 | [ 利用客数 1 ]         |

## 駅周辺
- 小海線統括センター
- 長野県野沢北高等学校
- 長野県野沢南高等学校
- 長野県佐久合同庁舎
- 佐久総合運動公園
  - 佐久総合運動公園陸上競技場
- 佐久市立中込中学校
- 佐久市立中込小学校
- 千曲川
- 国道254号
- 野沢郵便局
- 千曲バス「中込駅」停留所 - 中仙道線（佐久医療センター・立科町役場・蓼科高校方面）

## 隣の駅
※臨時快速「HIGH RAIL 1375」の隣の停車駅については、「HIGH RAIL 1375」を参照のこと。
東日本旅客鉄道（JR東日本）
■小海線
太田部駅 - 中込駅 - 滑津駅

### 記事本文
1. 1 2 3 4 5 6 7 8 9 10 11 12 13  信濃毎日新聞社出版部『長野県鉄道全駅 増補改訂版』信濃毎日新聞社、2011年7月24日、142頁。ISBN 9784784071647。
2. 1 2 3 4  “駅の情報（中込駅）：JR東日本”.   東日本旅客鉄道. 2022年2月1日時点のオリジナルよりアーカイブ。2022年2月1日閲覧。
3. ↑  「軽便鉄道運輸開始」『官報』1915年8月19日（国立国会図書館デジタルコレクション）
4. ↑  「軽便鉄道運輸開始」『官報』1916年1月6日（国立国会図書館デジタルコレクション）
5. ↑  大蔵省印刷局, ed (1934‐08-25). “鉄道省告示 第395号”. 官報 (国立国会図書館デジタルコレクション) (2296).
6. ↑  大蔵省印刷局, ed (1934‐08-25). “鉄道省告示 第396号”. 官報 (国立国会図書館デジタルコレクション) (2296).
7. ↑  「第8章 施設／2 営業用建物」『長鉄局二十年史』日本国有鉄道長野鉄道管理局、1971年3月30日、477頁。
8. 1 2  曽根悟（監修） 著、朝日新聞出版分冊百科編集部 編『週刊 歴史でめぐる鉄道全路線 国鉄・JR』 3号 飯田線・身延線・小海線、朝日新聞出版〈週刊朝日百科〉、2009年7月26日、27頁。
9. ↑  JR時刻表　1997年10月号
10. ↑  『びゅうプラザ中込駅、びゅうプラザ上諏訪駅の営業終了について』（PDF）（プレスリリース）東日本旅客鉄道長野支社、2018年8月28日。オリジナルの2020年7月21日時点におけるアーカイブ。2020年7月21日閲覧。
11. ↑  滝沢隆史「志望校に入れ～る　鉄道最高地点があるJR小海線、受験生の応援企画」『朝日新聞』朝日新聞社、2023年1月13日。2023年12月14日閲覧。
12. 1 2 3 4  “JR東日本：駅構内図・バリアフリー情報（中込駅）”.   東日本旅客鉄道. 2025年6月4日閲覧。
13. ↑  『週刊 JR全駅・全車両基地』 12号 大宮駅・野辺山駅・川原湯温泉駅ほか92駅、朝日新聞出版〈週刊朝日百科〉、2012年10月28日、27頁。

### 利用状況
1. 1 2  各駅の乗車人員（2023年度） - JR東日本
2. ↑  各駅の乗車人員（2000年度） - JR東日本
3. ↑  各駅の乗車人員（2001年度） - JR東日本
4. ↑  各駅の乗車人員（2002年度） - JR東日本
5. ↑  各駅の乗車人員（2003年度） - JR東日本
6. ↑  各駅の乗車人員（2004年度） - JR東日本
7. ↑  各駅の乗車人員（2005年度） - JR東日本
8. ↑  各駅の乗車人員（2006年度） - JR東日本
9. ↑  各駅の乗車人員（2007年度） - JR東日本
10. ↑  各駅の乗車人員（2008年度） - JR東日本
11. ↑  各駅の乗車人員（2009年度） - JR東日本
12. ↑  各駅の乗車人員（2010年度） - JR東日本
13. ↑  各駅の乗車人員（2011年度） - JR東日本
14. ↑  各駅の乗車人員（2012年度） - JR東日本
15. ↑  各駅の乗車人員（2013年度） - JR東日本
16. ↑  各駅の乗車人員（2014年度） - JR東日本
17. ↑  各駅の乗車人員（2015年度） - JR東日本
18. ↑  各駅の乗車人員（2016年度） - JR東日本
19. ↑  各駅の乗車人員（2017年度） - JR東日本
20. ↑  各駅の乗車人員（2018年度） - JR東日本
21. ↑  各駅の乗車人員（2019年度） - JR東日本
22. ↑  各駅の乗車人員（2020年度） - JR東日本
23. ↑  各駅の乗車人員（2021年度） - JR東日本
24. ↑  各駅の乗車人員（2022年度） - JR東日本